# 巴斯特罗普 (路易斯安那州)
巴斯特罗普（英語：Bastrop），是美国路易斯安那州下属的一座城市。根据2010年美国人口普查，该市有人口11,365人。建置上，属于“city”。